# مونردة انبوبية
مونرد انبوبي أو نعنع الخيل، بوغموت أو نعناع الفَرس (الاسم العلمي: Monarda fistulosa) هو نوع من النباتات يتبع جنس المونرد من الفصيلة الشفوية.